# Матч за звання чемпіона світу із шахів 1960
Матч за звання чемпіона світу з шахів був проведений у Москві з 15 березня по 7 травня 1960 року. Чинний чемпіон Михайло Ботвинник програв матч претенденту Михайлу Талю, переможцем турніру претендентів 1959 року, з рахунком 8½ — 12½ і, згідно з правилами ФІДЕ, втратив титул чемпіона світу. Михайло Таль був проголошений восьмим чемпіоном світу з шахів.
|   | a | b | c | d | e | f | g | h |   |
| 8 | c4 чорний пішак · d4 чорний король · f4 білий кінь · g3 білий пішак · b2 чорний пішак · d2 білий кінь · e2 білий король | c4 чорний пішак · d4 чорний король · f4 білий кінь · g3 білий пішак · b2 чорний пішак · d2 білий кінь · e2 білий король | c4 чорний пішак · d4 чорний король · f4 білий кінь · g3 білий пішак · b2 чорний пішак · d2 білий кінь · e2 білий король | c4 чорний пішак · d4 чорний король · f4 білий кінь · g3 білий пішак · b2 чорний пішак · d2 білий кінь · e2 білий король | c4 чорний пішак · d4 чорний король · f4 білий кінь · g3 білий пішак · b2 чорний пішак · d2 білий кінь · e2 білий король | c4 чорний пішак · d4 чорний король · f4 білий кінь · g3 білий пішак · b2 чорний пішак · d2 білий кінь · e2 білий король | c4 чорний пішак · d4 чорний король · f4 білий кінь · g3 білий пішак · b2 чорний пішак · d2 білий кінь · e2 білий король | c4 чорний пішак · d4 чорний король · f4 білий кінь · g3 білий пішак · b2 чорний пішак · d2 білий кінь · e2 білий король | 8 |
| 7 | c4 чорний пішак · d4 чорний король · f4 білий кінь · g3 білий пішак · b2 чорний пішак · d2 білий кінь · e2 білий король | c4 чорний пішак · d4 чорний король · f4 білий кінь · g3 білий пішак · b2 чорний пішак · d2 білий кінь · e2 білий король | c4 чорний пішак · d4 чорний король · f4 білий кінь · g3 білий пішак · b2 чорний пішак · d2 білий кінь · e2 білий король | c4 чорний пішак · d4 чорний король · f4 білий кінь · g3 білий пішак · b2 чорний пішак · d2 білий кінь · e2 білий король | c4 чорний пішак · d4 чорний король · f4 білий кінь · g3 білий пішак · b2 чорний пішак · d2 білий кінь · e2 білий король | c4 чорний пішак · d4 чорний король · f4 білий кінь · g3 білий пішак · b2 чорний пішак · d2 білий кінь · e2 білий король | c4 чорний пішак · d4 чорний король · f4 білий кінь · g3 білий пішак · b2 чорний пішак · d2 білий кінь · e2 білий король | c4 чорний пішак · d4 чорний король · f4 білий кінь · g3 білий пішак · b2 чорний пішак · d2 білий кінь · e2 білий король | 7 |
| 6 | c4 чорний пішак · d4 чорний король · f4 білий кінь · g3 білий пішак · b2 чорний пішак · d2 білий кінь · e2 білий король | c4 чорний пішак · d4 чорний король · f4 білий кінь · g3 білий пішак · b2 чорний пішак · d2 білий кінь · e2 білий король | c4 чорний пішак · d4 чорний король · f4 білий кінь · g3 білий пішак · b2 чорний пішак · d2 білий кінь · e2 білий король | c4 чорний пішак · d4 чорний король · f4 білий кінь · g3 білий пішак · b2 чорний пішак · d2 білий кінь · e2 білий король | c4 чорний пішак · d4 чорний король · f4 білий кінь · g3 білий пішак · b2 чорний пішак · d2 білий кінь · e2 білий король | c4 чорний пішак · d4 чорний король · f4 білий кінь · g3 білий пішак · b2 чорний пішак · d2 білий кінь · e2 білий король | c4 чорний пішак · d4 чорний король · f4 білий кінь · g3 білий пішак · b2 чорний пішак · d2 білий кінь · e2 білий король | c4 чорний пішак · d4 чорний король · f4 білий кінь · g3 білий пішак · b2 чорний пішак · d2 білий кінь · e2 білий король | 6 |
| 5 | c4 чорний пішак · d4 чорний король · f4 білий кінь · g3 білий пішак · b2 чорний пішак · d2 білий кінь · e2 білий король | c4 чорний пішак · d4 чорний король · f4 білий кінь · g3 білий пішак · b2 чорний пішак · d2 білий кінь · e2 білий король | c4 чорний пішак · d4 чорний король · f4 білий кінь · g3 білий пішак · b2 чорний пішак · d2 білий кінь · e2 білий король | c4 чорний пішак · d4 чорний король · f4 білий кінь · g3 білий пішак · b2 чорний пішак · d2 білий кінь · e2 білий король | c4 чорний пішак · d4 чорний король · f4 білий кінь · g3 білий пішак · b2 чорний пішак · d2 білий кінь · e2 білий король | c4 чорний пішак · d4 чорний король · f4 білий кінь · g3 білий пішак · b2 чорний пішак · d2 білий кінь · e2 білий король | c4 чорний пішак · d4 чорний король · f4 білий кінь · g3 білий пішак · b2 чорний пішак · d2 білий кінь · e2 білий король | c4 чорний пішак · d4 чорний король · f4 білий кінь · g3 білий пішак · b2 чорний пішак · d2 білий кінь · e2 білий король | 5 |
| 4 | c4 чорний пішак · d4 чорний король · f4 білий кінь · g3 білий пішак · b2 чорний пішак · d2 білий кінь · e2 білий король | c4 чорний пішак · d4 чорний король · f4 білий кінь · g3 білий пішак · b2 чорний пішак · d2 білий кінь · e2 білий король | c4 чорний пішак · d4 чорний король · f4 білий кінь · g3 білий пішак · b2 чорний пішак · d2 білий кінь · e2 білий король | c4 чорний пішак · d4 чорний король · f4 білий кінь · g3 білий пішак · b2 чорний пішак · d2 білий кінь · e2 білий король | c4 чорний пішак · d4 чорний король · f4 білий кінь · g3 білий пішак · b2 чорний пішак · d2 білий кінь · e2 білий король | c4 чорний пішак · d4 чорний король · f4 білий кінь · g3 білий пішак · b2 чорний пішак · d2 білий кінь · e2 білий король | c4 чорний пішак · d4 чорний король · f4 білий кінь · g3 білий пішак · b2 чорний пішак · d2 білий кінь · e2 білий король | c4 чорний пішак · d4 чорний король · f4 білий кінь · g3 білий пішак · b2 чорний пішак · d2 білий кінь · e2 білий король | 4 |
| 3 | c4 чорний пішак · d4 чорний король · f4 білий кінь · g3 білий пішак · b2 чорний пішак · d2 білий кінь · e2 білий король | c4 чорний пішак · d4 чорний король · f4 білий кінь · g3 білий пішак · b2 чорний пішак · d2 білий кінь · e2 білий король | c4 чорний пішак · d4 чорний король · f4 білий кінь · g3 білий пішак · b2 чорний пішак · d2 білий кінь · e2 білий король | c4 чорний пішак · d4 чорний король · f4 білий кінь · g3 білий пішак · b2 чорний пішак · d2 білий кінь · e2 білий король | c4 чорний пішак · d4 чорний король · f4 білий кінь · g3 білий пішак · b2 чорний пішак · d2 білий кінь · e2 білий король | c4 чорний пішак · d4 чорний король · f4 білий кінь · g3 білий пішак · b2 чорний пішак · d2 білий кінь · e2 білий король | c4 чорний пішак · d4 чорний король · f4 білий кінь · g3 білий пішак · b2 чорний пішак · d2 білий кінь · e2 білий король | c4 чорний пішак · d4 чорний король · f4 білий кінь · g3 білий пішак · b2 чорний пішак · d2 білий кінь · e2 білий король | 3 |
| 2 | c4 чорний пішак · d4 чорний король · f4 білий кінь · g3 білий пішак · b2 чорний пішак · d2 білий кінь · e2 білий король | c4 чорний пішак · d4 чорний король · f4 білий кінь · g3 білий пішак · b2 чорний пішак · d2 білий кінь · e2 білий король | c4 чорний пішак · d4 чорний король · f4 білий кінь · g3 білий пішак · b2 чорний пішак · d2 білий кінь · e2 білий король | c4 чорний пішак · d4 чорний король · f4 білий кінь · g3 білий пішак · b2 чорний пішак · d2 білий кінь · e2 білий король | c4 чорний пішак · d4 чорний король · f4 білий кінь · g3 білий пішак · b2 чорний пішак · d2 білий кінь · e2 білий король | c4 чорний пішак · d4 чорний король · f4 білий кінь · g3 білий пішак · b2 чорний пішак · d2 білий кінь · e2 білий король | c4 чорний пішак · d4 чорний король · f4 білий кінь · g3 білий пішак · b2 чорний пішак · d2 білий кінь · e2 білий король | c4 чорний пішак · d4 чорний король · f4 білий кінь · g3 білий пішак · b2 чорний пішак · d2 білий кінь · e2 білий король | 2 |
| 1 | c4 чорний пішак · d4 чорний король · f4 білий кінь · g3 білий пішак · b2 чорний пішак · d2 білий кінь · e2 білий король | c4 чорний пішак · d4 чорний король · f4 білий кінь · g3 білий пішак · b2 чорний пішак · d2 білий кінь · e2 білий король | c4 чорний пішак · d4 чорний король · f4 білий кінь · g3 білий пішак · b2 чорний пішак · d2 білий кінь · e2 білий король | c4 чорний пішак · d4 чорний король · f4 білий кінь · g3 білий пішак · b2 чорний пішак · d2 білий кінь · e2 білий король | c4 чорний пішак · d4 чорний король · f4 білий кінь · g3 білий пішак · b2 чорний пішак · d2 білий кінь · e2 білий король | c4 чорний пішак · d4 чорний король · f4 білий кінь · g3 білий пішак · b2 чорний пішак · d2 білий кінь · e2 білий король | c4 чорний пішак · d4 чорний король · f4 білий кінь · g3 білий пішак · b2 чорний пішак · d2 білий кінь · e2 білий король | c4 чорний пішак · d4 чорний король · f4 білий кінь · g3 білий пішак · b2 чорний пішак · d2 білий кінь · e2 білий король | 1 |
|   | a | b | c | d | e | f | g | h |   |

## Результати
|                          | 1 | 2 | 3 | 4 | 5 | 6 | 7 | 8 | 9 | 10 | 11 | 12 | 13 | 14 | 15 | 16 | 17 | 18 | 19 | 20 | 21 | Очки |
| ------------------------ | - | - | - | - | - | - | - | - | - | -- | -- | -- | -- | -- | -- | -- | -- | -- | -- | -- | -- | ---- |
| Михайло Таль (СРСР)      | 1 | ½ | ½ | ½ | ½ | 1 | 1 | 0 | 0 | ½  | 1  | ½  | ½  | ½  | ½  | ½  | 1  | ½  | 1  | ½  | ½  | 12½  |
| Михайло Ботвинник (СРСР) | 0 | ½ | ½ | ½ | ½ | 0 | 0 | 1 | 1 | ½  | 0  | ½  | ½  | ½  | ½  | ½  | 0  | ½  | 0  | ½  | ½  | 8½   |